# Etelvoldo Pascolini
Etelvoldo Pascolini (San Costanzo, 8 novembre 1884 – Torino, 2 giugno 1956) è stato un generale italiano, veterano della Guerra italo-turca, della prima guerra mondiale e della Guerra d'Etiopia, dove si distinse particolarmente durante le successiva operazioni di grande polizia coloniale che portarono alla cattura di Ras Destà. Durante la seconda guerra mondiale prese parte alla campagna di Grecia, e quindi, come comandante della 156ª Divisione fanteria "Vicenza", alla Campagna italiana di Russia, dove fu catturato dai sovietici il 26 gennaio 1943. Rientrò in Italia il 15 maggio 1950, insieme ai generali Emilio Battisti e Umberto Ricagno. Decorato con la Croce di Cavaliere dell'Ordine militare di Savoia, con una Medaglia d'oro, due d'argento e due di bronzo al valor militare, e insignito dei titoli di Ufficiale dell'Ordine dei Santi Maurizio e Lazzaro e di Commendatore dell'Ordine della Corona d'Italia..

## Biografia
Nacque a San Costanzo, in provincia di Pesaro, l'8 novembre 1884, figlio di Augusto e Filomena Alessandri. Si arruolò nel Regio Esercito iniziando a frequentare, come Allievo ufficiale, la Regia Accademia Militare di Fanteria e Cavalleria di Modena, da cui uscì con il grado di sottotenente il 19 settembre 1910, assegnato all'arma di fanteria, in forza al 53º Reggimento fanteria "Umbria".
A partire dall'ottobre 1911 partecipò alla Guerra italo-turca con il 23º Reggimento fanteria "Como",  rimanendo in Libia fino al maggio 1913.
Rientrato in Patria, all'atto dell'entrata in guerra del Regno d'Italia, avvenuta il 24 maggio 1915, si trovava in forza presso il 73º Reggimento fanteria "Lombardia". Tenente comandante di una compagnia, rimase gravemente ferito in combattimento a Oslavia nel mese di novembre. Trascorse due anni in convalescenza, e rientrò in servizio attivo dietro sua richiesta come invalido di guerra con il grado di maggiore. Al termine del conflitto risultava decorato di due Medaglie di bronzo al valor militare di cui una successivamente commutata in Medaglia d'argento.
Il 1 febbraio 1927 fu promosso tenente colonnello a scelta, e dal marzo 1932 fu assegnato al Regio corpo truppe coloniali della Somalia, svolgendo numerosi incarichi fino al settembre 1934.
Ritornato in Italia fu assegnato al 63º Reggimento fanteria "Cagliari", ma nell'ottobre 1935 partì per combattere nella Guerra d'Etiopia come comandante del XXVI Battaglione complementi della 26ª Divisione fanteria "Assietta". Promosso colonnello, rimase in Abissinia per completare, come comandante del 1º Reggimento fanteria coloniale, i servizi di grande polizia coloniale contro le formazioni ribelli al comando di Ras Destà. Decorato con due Medaglie d'argento al valor militare, di cui una commutata nella concessione della Croce di Cavaliere dell'Ordine militare di Savoia, fu promosso generale di brigata il 30 giugno 1939 e rientrò in Italia nel gennaio 1940.
Dopo la dichiarazione di guerra a Francia e Gran Bretagna, avvenuta il 10 giugno 1940, ottenne il trasferimento in Albania e, da qui, sempre con sua richiesta, dal novembre 1942, di partire per l'Unione Sovietica. Assegnato prima alle retrovie dell'8ª Armata (ARMIR), dall'8 dicembre seguente ottenne il comando della 156ª Divisione fanteria "Vicenza", in sostituzione del generale di divisione Enrico Broglia, che doveva rientrare in Italia per motivi familiari. Tale Grande Unità aveva compiti di presidio e di occupazione delle retrovie del corpo alpino.
Schierata dietro le linee del Corpo d'armata alpino, il 16 dicembre, a causa della delicata situazione verificatasi sul fronte dell'Armata, la Vicenza si spostò nel settore coperto dal Corpo d'armata alpino, a sud di Pavvlowsk, posizionandosi tra le Divisioni alpine "Tridentina" (generale Luigi Reverberi) e "Cuneense" (generale Umberto Ricagno). Nel gennaio 1943 la sua unità fu travolta dall'Armata rossa durante la Seconda battaglia difensiva del Don, e definitivamente sconfitta nel fatto d'arme di Valujki ed il 26 gennaio seguente, con i pochi superstiti fu catturato dai reparti cosacchi.
Rimase prigioniero in Russia sino al 1950 subendo inenarrabili sofferenze di ogni genere.  Rientrò in Patria solo il 15 maggio dello stesso anno, apparendo sulla copertina della Domenica del Corriere del 28 dello stesso mese. Promosso generale di divisione, fu collocato in congedo nel gennaio 1951,  e il 2 giugno dello stesso anno, durante una solenne cerimonia a Torino, fu il figlio Stefano, tenente di vascello nella Marina Militare, ad appuntare sul suo petto la Medaglia d'oro al valor militare a vivente. Si spense a Torino il 2 giugno 1956.

### Annotazioni
1. ↑  Durante la prigionia si prese cura di una bambina tedesca presente nel campo di concentramento, figlia di un ufficiale tedesco morto in prigionia insieme alla moglie e rimasta orfana di entrambi i genitori.
2. ↑  Insieme a lui rientrarono anche i generali Umberto Ricagno, già comandante della "Julia", e Emilio Battisti, e trenta militi delle SS di origine altoatesina.
3. ↑  Anche lui decorato di Medaglia d'oro al valor militare a vivente.

### Fonti
1. 1 2 3 4 5 6 7  Combattenti Liberazione.
2. 1 2  Generals.
3. ↑  Divisione Vicenza.
4. ↑  Sito web del Quirinale: dettaglio decorato.
5. ↑  Sito web del Quirinale: dettaglio decorato.
6. ↑  Registrato alla Corte dei Conti il 9 febbraio 1951, Esercito Registro 7, foglio 309.
7. ↑  Gazzetta Ufficiale del Regno d'Italia n.140 del 16 giugno 1939, pag.10.
8. ↑  Supplemento ordinario alla Gazzetta Ufficiale del Regno d'Italia n.243 del 15 ottobre 1942, pag.16.
9. ↑  Bollettino Ufficiale 30 agosto 1939, dispensa 50ª, registrato alla Corte dei Conti addì 14 agosto 1939, registro n.27, foglio 353.